# Clairmont Provincial Park
Clairmont Provincial Park är en park i Kanada.   Den ligger i provinsen Nova Scotia, i den sydöstra delen av landet, 800 km öster om huvudstaden Ottawa. Clairmont Provincial Park ligger 53 meter över havet.
Terrängen runt Clairmont Provincial Park är varierad. Närmaste större samhälle är Kingston, 3,2 km sydväst om Clairmont Provincial Park. 
I omgivningarna runt Clairmont Provincial Park växer i huvudsak blandskog. Runt Clairmont Provincial Park är det glesbefolkat, med 18 invånare per kvadratkilometer.